# Mühlenarbeiterverband
Der Mühlenarbeiterverband wurde 1889 als Verband der Müllergesellen Deutschlands gegründet und 1898 in Verband Deutscher Mühlenarbeiter umbenannt. Die freie Gewerkschaft organisierte die Arbeitnehmer in Mühlengewerbe sowie verwandten Branchen im deutschen Kaiserreich.

## Geschichte
Der Verband wurde in Eisenach am 9. und 10. Juni 1889 gegründet. Von Beginn an versuchte der Verband die Arbeitsbedingungen zu verbessern und auch gesetzlichen Schutz für die Beschäftigten zu erreichen.
Der Mühlenarbeiterverband war Mitglied in der Generalkommission der Gewerkschaften Deutschlands.
1907 wurde beschlossen, den Zusammenschluss mit einer größeren Gewerkschaft zu suchen. Die Verhandlungen mit dem Zentralverband Deutscher Brauereiarbeiter und Verwandter Berufsgenossen führte 1910 zum Beitritt des Mühlenarbeiterverbandes und zur Umbenennung der neuen Gewerkschaft in Verband der Brauerei- und Mühlenarbeiter und Verwandter Berufsgenossen.

## Vorsitzende
- 1889–1894: N.N.
- 1894–1910: Hermann Kuppler